# 里蒂科查山
13°45′52″S 70°34′25″W / 13.76444°S 70.57361°W
里蒂科查山（Riticocha），是秘魯的山峰，位於該國南部普諾大區的卡拉瓦亞省，處於阿南塔山和馬喬里蒂山東北面，屬於安第斯山脈的一部分，海拔高度約5,100米。